# 봉화 서설당 고택
봉화 서설당 고택(奉化 瑞雪堂 古宅)은 대한민국 경상북도 봉화군 봉화읍 유곡리에 있는, 18세기의 시대적 특성과 지었을 당시의 형태를 잘 간직하고 있는 건축물이다. 1993년 11월 30일 경상북도의 민속문화재 제104호로 지정되었다가, 2017년 6월 29일 문화재청장이 대한민국의 국가민속문화재 지정예고절차를 거쳐, 2017년 8월 25일 대한민국의 국가민속문화재 제293호 '봉화 서설당 고택'으로 지정고시하였다.

## 개요
서설당 권두익(1651∼1725) 선생이 송암정 앞에 있던 것을 숙종 34년(1708)에 지금의 자리로 옮겼다.
집은 ㅁ자형의 정침과 사당으로 구성되어 있다. 옆면이 여덟 팔(八)자 모양의 팔작지붕을 한 사랑채는 앞면 5칸·옆면 2칸으로 되어 있다. 사랑채와 연결되어 있는 문간채는 6칸이다. 안채는 앞면 6칸·옆면 2칸 규모인데 앞면 4칸과 옆면 2칸에는 모두 우물마루를 깔았다. 사당은 정침의 오른쪽 뒤쪽으로 약간 높은 언덕 위에 남향으로 배치되어 있고, 전면에 반칸의 퇴를 두어 개방한 3칸 집이다.
서설당은 18세기의 시대적 특성과 지었을 당시의 형태를 잘 간직하고 있으며, 안채 대청의 특색있는 구성과 민간신앙의 자취를 잘 보전하고 있다.

## 국가민속문화재 지정 사유
「봉화 서설당 고택」은 유곡리에 처음 입향한 안동권씨 충재 권벌(權橃, 1478-1548)의 둘째 아들 동미(東美, 1525-1585)의 4대손 권두익(權斗翼, 1651∼1725)이 1708년 이건한 것으로 전해지며, 봉화읍 유곡리의 자연마을인 토일마을 뒷산을 뒤로하고 마을 앞 토일천을 앞에 두는 배산임수형의 배치를 이룬다.
고택은 본채와 사당으로 구성되며, 'ㅁ'자형으로 구성된 본채의 동북쪽으로는 사당이 자리 잡고 있고, 본채와의 사이에 토석담장을 설치하여 영역을 구분하며 협문을 두어 출입 할 수 있게 하였다.
터의 풍수적 해석에 근거하여 담장 없이 이룬 외부 공간 구성, 17세기 이후부터 두드러지는 내외 공간 구분과 사랑채의 돌출, 사당의 독특한 팔작지붕은 문중 고유의 상대적 독창성을 지닌 두드러진 특징으로 희소가치가 매우 크다.
역사·문화적인 변화상을 찾아 볼 수 있는 민속관련 유·무형의 자료가 어느 정도 전승되고 있고 기본적인 역사성 ·학술성을 갖추어 국가민속문화재로 지정하여 보존할 가치가 있다.

## 같이 보기
- 권두익

## 참고 자료
- 봉화 서설당 고택 - 국가유산청 국가유산포털